# Varázssziget
A Varázssziget (eredeti cím: Magic Island) az 1995-ben készült amerikai fantasy-film, melynek rendezője Sam Irvin. Főszereplői Andrew Divoff, Zachery Ty Bryan, Lee Armstrong, Oscar Dillon, Jessie-Ann Friend, Sam Irvin és Abraham Benrabi.
Amerikában 1995. december 19-én mutatták be a mozikban, Magyarországon 1996. március 20-án adták ki VHS-en.

## Szereplők
| Szereplő      | Eredeti hang      | Magyar hang       |
| ------------- | ----------------- | ----------------- |
| Jack Carlisle | Zachary Ty Bryan  | Simonyi Balázs    |
| Feketeszakáll | Andrew Divoff     | Vass Gábor        |
| Morgan herceg | Edward Kerr       | Lux Ádám          |
| Gwyn          | Lee Armstrong     | Spilák Klára      |
| Gyügyefi      | French Stewart    | Stohl András      |
| Lily          | Jessie-Ann Friend | Vadász Bea        |
| Dumas         | Oscar Dillon      | Hankó Attila      |
| Csontkéz      | Abraham Benrubi   | Haás Vander Péter |
| Jolly Bob     | Sean O'Kane       | Jakab Csaba       |
| Mrs. Carlisle | Schae Harrison    | Kiss Erika        |
| Lucretia      | Ja’net DuBois     | Némedi Mari       |
| Első arc      | Terry Sweeney     | Gáti Oszkár       |
| Második arc   | Martine Beswick   | Jani Ildikó       |
| Harmadik arc  | Isaac Hayes       | Szűcs Sándor      |
| Carbassas     | Sam Irvin         | ?                 |